# Крочевија-Иноченци (Авелино)
Крочевија-Иноченци је насеље у Италији у округу Авелино, региону Кампанија.
Према процени из 2011. у насељу је живело 276 становника. Насеље се налази на надморској висини од 280 м.